# Numerus clausus dans l'admission aux études de santé françaises
Pour une définition générale du terme, voir Numerus clausus.
En France, entre 1971 et 2020, les études de santé (médecin, pharmacien, chirurgien-dentiste, sage-femme, masseur-kinésithérapeute) étaient réglementées et soumises à un numerus clausus.
Le numerus clausus était fixé par arrêté signé par les ministres chargés de l'enseignement supérieur et de la santé. Celui ci est supprimé en 2020.

## Historique
Après Mai 68, l’externat est supprimé, et la loi Faure institue le libre accès à l’université pour tous les bacheliers. Dans le même moment, le nombre d’étudiants en médecine augmente considérablement (de plus de 35 000 en 1963, à 59 800 en 1967). En réaction à la mobilisation étudiante de Mai 68 se constitue (en 1968) le syndicat professionnel SAEM (Syndicat autonome des enseignants en médecine), organisation qui milite auprès des pouvoirs publics pour une réduction des effectifs,. La loi du 12 juillet 1971 aménageant certaines dispositions de la loi Faure permet aux ministres de l’Éducation et de la Santé d’arrêter le nombre des étudiants de première année du premier cycle des études médicales ou odontologiques (chirurgie dentaire) admis à entrer en deuxième année du premier cycle. Ce sont alors les capacités formatrices des hôpitaux qui déterminent ces effectifs. Puis la loi du 2 janvier 1979 précise qu’il faut prendre en compte « les besoins de la population »,. Claude Got, conseiller technique des ministres de la Santé de 1978 à 1981, est le rédacteur des décrets d’application de la loi de 1979 sur la réforme des études médicales, publiés en mai 1980, et instaurant véritablement l'application du numerus clausus dans l'admission aux études de santé françaises.
Le numerus clausus descend au plus bas entre 1992 et 1999. 
La loi du 7 juillet 2009 crée une première année commune aux études de santé, qui concerne désormais les pharmaceutiques et de maïeutique (sage-femme), à compter de 2011.
La loi n° 2019-774 du 24 juillet 2019 relative à l’organisation et à la transformation du système de santé supprime le numerus clausus à compter de la rentrée universitaire 2020. Selon les nouvelles modalités, les capacités d’accueil des formations en deuxième et troisième années de premier cycle sont déterminées annuellement par les universités sur avis conforme des agences régionales de santé.
Pour l’année 2017-18, 59 753 étudiants étaient inscrits en première année commune aux études de santé, dont 41 056 étaient pour la première fois, 18 367 redoublants et 330 triplants. Sur 1000 étudiants inscrits en première année, 120 intégreront les études de santé après une année, 210 après deux années.
Le Numerus clausus est supprimé en 2020, avec une refonte du système d'admission des étudiants dans le domaine de la santé. Cette décision est prise par les ministres Agnès Buzyn, ministre des Solidarités et de la Santé et Frédérique Vidal, ministre de l'Enseignement supérieur. Celui ci est remplacé par un numerus apertus, avec un minimum de place alloué.k

## En chiffres
Les numerus clausus successifs sont indiqués dans le tableau suivant.
| Année                    | Places en médecine | Places en odontologie | Places en maïeutique | Places en pharmacie | Candidats | Pourcentage d’admis en deuxième année |
| ------------------------ | ------------------ | --------------------- | -------------------- | ------------------- | --------- | ------------------------------------- |
| 1972                     | 8 588              |                       |                      |                     |           |                                       |
| 1973                     | 8 486              |                       |                      |                     |           |                                       |
| 1974                     | 8 564              |                       |                      |                     |           |                                       |
| 1975                     | 8 607              |                       |                      |                     |           |                                       |
| 1976                     | 8 669              |                       |                      |                     |           |                                       |
| 1977                     | 8 671              |                       |                      |                     |           |                                       |
| 1978                     | 8 281              |                       |                      |                     |           |                                       |
| 1979                     | 7 853              |                       |                      |                     |           |                                       |
| 1980                     | 7 121,             |                       |                      |                     |           |                                       |
| 1981                     | 6 423              |                       |                      |                     |           |                                       |
| 1982                     | 6 409              |                       |                      |                     |           |                                       |
| 1983                     | 5 900              |                       |                      |                     |           |                                       |
| 1984                     | 5 000              |                       |                      |                     |           |                                       |
| 1985                     | 4 754              |                       |                      |                     |           |                                       |
| 1986                     | 4 750              |                       |                      |                     |           |                                       |
| 1987                     | 4 460              |                       |                      |                     |           |                                       |
| 1988                     | 4 100              |                       |                      |                     |           |                                       |
| 1989                     | 4 100              |                       |                      |                     |           |                                       |
| 1990                     | 4 000              |                       |                      |                     |           |                                       |
| 1991                     | 4 000              | 850                   |                      |                     |           |                                       |
| 1992                     | 3 750              |                       |                      |                     |           |                                       |
| 1993                     | 3 500              | 800                   |                      |                     |           |                                       |
| 1994                     | 3 570              |                       |                      |                     |           |                                       |
| 1995                     | 3 576              | 800                   |                      |                     |           |                                       |
| 1996                     | 3 576              | 800                   |                      |                     |           |                                       |
| 1997                     | 3 576              | 800                   |                      |                     |           |                                       |
| 1998                     | 3 583              | 800                   |                      |                     |           |                                       |
| 1999                     | 3 700              | 800                   |                      |                     |           |                                       |
| 2000                     | 3 850              | 800                   |                      |                     |           |                                       |
| 2001                     | 4 100              | 801                   |                      |                     |           |                                       |
| 2002                     | 4 700              | 801                   |                      |                     |           |                                       |
| 2003                     | 5 100              | 850                   |                      |                     |           |                                       |
| 2004                     | 5 550              | 930                   |                      |                     |           |                                       |
| 2005                     | 6 200              | 977                   | 975                  | 2 790               |           |                                       |
| 2006                     | 6 850              | 977                   | 1 000                | 2 990               |           |                                       |
| 2007                     | 7 100              | 977                   | 1 007                | 2 990               |           |                                       |
| 2008                     | 7 300              | 1 047                 | 1 015                | 3 090               |           |                                       |
| 2009                     | 7 400              | 1 097                 | 1 015                | 3 090               |           |                                       |
| 2010                     | 7 400              | 1 154                 | 1 016                | 3 090               |           |                                       |
| 2011                     | 7 400              | 1 154                 | 1 015                | 3 090               | 55 629    | 22,7 %                                |
| 2012                     | 7 500              | 1 200                 | 1 017                | 3 095               | 54 018    | 23.7 %                                |
| 2013                     | 7 492              | 1 200                 | 1 016                | 3 095               | 56 141    | 22.8 %                                |
| 2014                     | 7 492              | 1 200                 | 1 016                | 3 099               | 58 733    | 21.8 %                                |
| 2015                     | 7 497              | 1 198                 | 1 011                | 3 097               | 57 839    | 22.1 %                                |
| 2016                     | 7 633              | 1 199                 | 1 005                | 3 095               |           |                                       |
| 2017                     | 8 124              | 1 199                 | 1 000                | 3 105               |           |                                       |
| 2018                     | 8 205              | 1 203                 | 991                  | 3 124               | 57 791    | 23 %                                  |
| 2019                     | 9 314              | 1 320                 | 1 033                | 3 261               |           |                                       |
| 2020                     | 9 361              | 1 332                 | 1 039                | 3 265               |           |                                       |
| 2021 (redoublants PACES) | 3 672              | 630                   | 537                  | 1 645               |           |                                       |

Évolution du numerus clausus annuel des études de santé médicales et pharmaceutiques (rouge) par rapport au nombre de candidats à l'échelle nationale (bleu)

Évolution du numerus clausus annuel en médecine depuis 1972

Évolution du numerus clausus annuel en odontologie depuis 1995

Évolution du numerus clausus annuel en maieutique depuis 2005
Évolution du numerus clausus annuel en pharmacie depuis 2005
| Université                                         | Médecine | Chirurgie dentaire (odontologie) | Sage-femme (maïeutique) | Pharmacie | Total NC |
| -------------------------------------------------- | -------- | -------------------------------- | ----------------------- | --------- | -------- |
| Université d'Aix-Marseille                         | 315      | 72                               | 36                      | 150       | 573      |
| Université de Picardie                             | 200      | 28                               | 35                      | 88        | 351      |
| Université d'Angers                                | 170      | 15                               | 25                      | 75        | 285      |
| Université des Antilles et de la Guyane            | 115      | 12                               | 25                      | 6         | 158      |
| Université de Franche-Comté                        | 176      | 24                               | 26                      | 71        | 397      |
| Université de Bordeaux                             | 334      | 58                               | 30                      | 137       | 559      |
| Université de Bretagne-Occidentale                 | 171      | 30                               | 23                      | 25        | 249      |
| Université Caen-Normandie                          | 200      | 22                               | 25                      | 95        | 342      |
| Université d'Auvergne                              | 196      | 45                               | 30                      | 91        | 362      |
| Université de Corse-Pascal-Paoli                   | 25       | 3                                | 3                       | 4         | 35       |
| Université de Bourgogne                            | 229      | 30                               | 27                      | 82        | 368      |
| Université de Grenoble                             | 190      | 18                               | 37                      | 97        | 342      |
| Université de La Réunion                           | 93       | 8                                | 27                      | 6         | 134      |
| Université de Lille                                | 458      | 90                               | 40                      | 195       | 783      |
| Institut catholique de Lille                       | 104      | 2                                | 29                      | 10        | 145      |
| Université de Limoges                              | 128      | 14                               | 18                      | 68        | 228      |
| Université Claude-Bernard-Lyon-I                   | 411      | 53                               | 47                      | 168       | 679      |
| Université de Montpellier                          | 209      | 52                               | 66                      | 188       | 515      |
| Université de Lorraine                             | 308      | 59                               | 54                      | 126       | 547      |
| Université de Nantes                               | 218      | 39                               | 27                      | 102       | 386      |
| Université Nice-Sophia-Antipolis                   | 157      | 43                               | 28                      | 50        | 278      |
| Université de la Nouvelle-Calédonie                | 10       | 5                                | 4                       | 2         | 21       |
| Université Paris-Descartes                         | 351      | 40                               | 31                      | 112       | 534      |
| Université Pierre-et-Marie-Curie                   | 323      | 36                               | 30                      | 115       | 494      |
| Université Paris-Diderot                           | 327      | 41                               | 27                      | 105       | 500      |
| Université Paris-Sud                               | 130      | 14                               | 11                      | 48        | 203      |
| Université Paris-Est-Créteil-Val-de-Marne          | 155      | 16                               | 10                      | 56        | 237      |
| Université Paris 13 Nord                           | 138      | 16                               | 10                      | 44        | 208      |
| Université de Poitiers                             | 197      | 15                               | 21                      | 72        | 305      |
| Université de la Polynésie française               | 19       | 4                                | 8                       | 3         | 34       |
| Université de Reims Champagne-Ardenne              | 201      | 35                               | 27                      | 80        | 343      |
| Université Rennes-I                                | 200      | 43                               | 27                      | 85        | 355      |
| Université de Rouen-Normandie                      | 232      | 33                               | 25                      | 85        | 375      |
| Université Jean-Monnet-Saint-Étienne               | 139      | 11                               | 12                      | 55        | 217      |
| Université de Strasbourg                           | 232      | 59                               | 30                      | 122       | 443      |
| Université Toulouse - III - Paul Sabatier          | 242      | 72                               | 26                      | 137       | 477      |
| Université de Tours                                | 255      | 29                               | 30                      | 108       | 422      |
| Université de Versailles-Saint-Quentin-en-Yvelines | 115      | 13                               | 18                      | 42        | 188      |
| Total                                              | 7 633    | 1 199                            | 1 005                   | 3 095     | 12 932   |

## Motivations
Le numerus clausus est progressivement mis en place  pour plusieurs raisons :
- limiter le nombre de prescripteurs afin d'alléger les dépenses de la sécurité sociale ;
- limiter la concurrence de façon à garantir aux professionnels en activité une quantité de travail suffisante pour vivre ;
- limiter le nombre d'étudiants dans des filières nécessitant beaucoup de stages, dont la qualité serait amoindrie par un surnombre (par exemple, pendant l'externat obligatoire que doivent suivre tous les étudiants en médecine) ;
- limiter le nombre d'étudiants afin de maintenir un certain prestige de la profession[91] et de « rétablir l'ordre »[92] dans les facultés de médecine après les évènements de mai 1968 ;
- limiter le nombre d'étudiants afin qu'il ne dépasse pas les capacités de prise en charge des établissements d'enseignement : capacité des salles de cours et amphithéâtres, nombre de professeurs…

La modalité d'application du numérus clausus est le concours d'entrée aux études médicales organisé en fin de première année d'étude.

## Limites
Le numerus clausus a perdu de sa pertinence pour plusieurs raisons :
- la liberté d'installation restant complète, le numerus clausus est inefficace pour réguler géographiquement la densité médicale et conduit à l'apparition de déserts médicaux[94] ;
- cela crée une situation de pénurie qui met les médecins en position de force face aux patients et permet le développement de dépassements d'honoraires abusifs ;
- l'obligation de reconnaissance des diplômes des autres pays européens, alors qu'aucun contrôle ne peut s'exercer sur la délivrance de ces diplômes, parfois même, il n'y a pas de numerus clausus dans ces pays[95] ;
- l'insuffisante vitesse d'adaptation du numerus clausus entraîne une alternance de périodes « fastes » et de périodes « creuses » ;
- la sécurité offerte par des professions protégées attire de nombreux candidats. Cela pose problème pour les concours de médecine et de pharmacie qui laissent sur le carreau des milliers d'étudiants recalés avec une, deux voire trois années non valorisables (des efforts sont faits depuis quelques années dans les universités pour assurer des passerelles pour les « reçus-collés ») ;
- de même, la massification des concours les rend moins pertinents, moins en adéquation avec les qualités requises par les professions et leurs formations ;
- le numerus clausus subit énormément l'influence des lobbies et des syndicats professionnels ;
- cela met en avant les qualités académiques d'un étudiant au détriment de ses qualités humanistes ;
- les relations « offre de soins / nombre de praticiens » et « dépenses de santé / nombre de praticiens » ne sont pas linéaires, voire non déterministes[96] ;
- les limites du numerus clausus et celles des concours sont les principales raisons qui poussent les étudiants français à faire leurs études de médecine à l'étranger : Belgique, Roumanie, Hongrie ou Australie[97]. Ces études sont ensuite reconnues en France selon la directive de l'Union européenne 2005/36/CE. En 2020, près  de 2 000 étudiants français sont inscrits dans les universités de médecine roumaines[11].

## Autres régulations
- Dans certains pays, le numerus clausus est simplement remplacé par le contingentement social[pas clair], les études étant difficilement abordables.
- Dans d'autres, les professions médicales et paramédicales n'étant pas protégées, il y a un marché de l'emploi médical bien plus libre, avec du chômage.

Les États-Unis par exemple, appliquent un modèle entre les deux.
- Le numerus clausus peut être appliqué lors de la fin des études secondaires. Les seuls pays en Europe à appliquer le numerus clausus au bout d'une année universitaire de concours sont la Belgique (en communauté française), le Portugal et la France.